# Proteína de ferro-enxofre

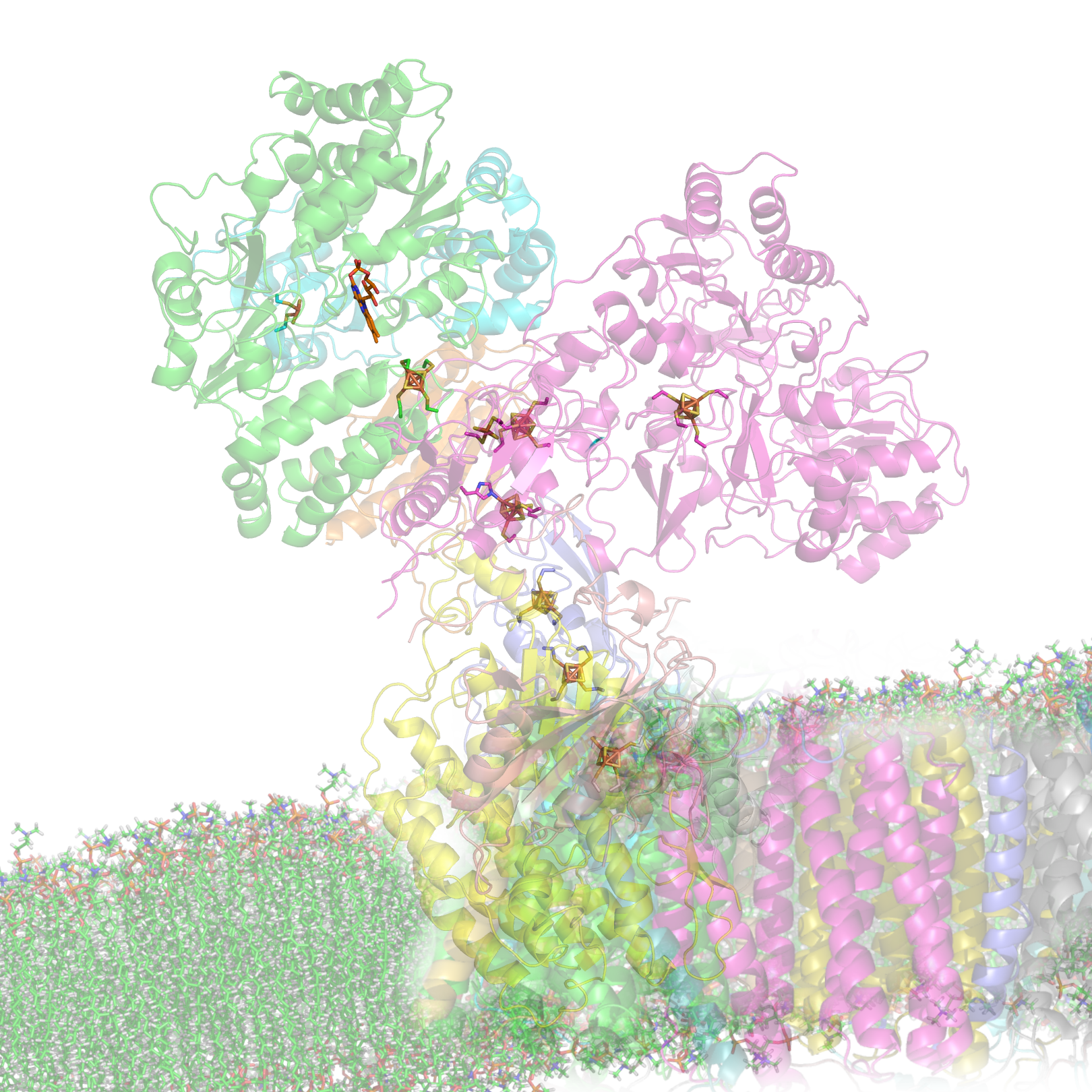
Representação da enzima NADH desidrogenase na membrana mitocondrial. Em realce, diversos cofactores enzimáticos, incluíndo centros de ferro-enxofre.

Uma proteína de ferro-enxofre é uma metaloproteína que contém um ou mais centros de ferro-enxofre, isto é, agrupamentos constituídos pelos elementos ferro e enxofre. Os centros de ferro-enxofre são cofactores ligados covalentemente à cadeia polipeptídica através das cadeias laterais de aminoácidos, frequentemente cisteínas. As proteínas de ferro-enxofre encontram-se em todos os seres vivos e desempenham funções diversas, desde a transferência de electrões entre outras proteínas, a catálise enzimática e regulação genética.

## Descoberta
Em 1949, Otto Warburg publicou observações sobre as características espectroscópicas da proteína mais tarde conhecida como hidrogenase. Warburg notou na altura que exibia um espectro semelhante aos de compostos de ferro e enxofre. Na década seguinte, diversas proteínas com actividade redox foram descobertas na respiração celular e na fotossíntese, e na década de 1960 foi estabelecida a presença de ferro e enxofre nessas proteínas. Os primeiros centros de ferro-enxofre artificiais foram sintetizados nos anos 70, demonstrando que este tipo de centros poderia ter existido no mundo pré-biótico.

## Evolução e distribuição das proteínas de ferro-enxofre
É presumido que, à época em que a Terra possuía uma atmosfera redutora (isto é, antes do aparecimento do dioxigénio na atmosfera), os elementos ferro e enxofre se encontravam disponíveis para utilização pelos microorganismos então existentes, formando os primeiros centros catalíticos em proteínas. Uma observação que apoia esta hipótese é a existência de proteínas de ferro-enxofre em vias metabólicas de microorganismos considerados primitivos, proteínas essas que foram substituídas por outras (ou por versões sem centros de ferro-enxofre) em organismos mais complexos.
A maioria das proteínas contendo centros de ferro-enxofre caracterizadas até hoje encontram-se em sistemas que dependem de transferência de electrões para o seu funcionamento. Exemplos incluem a NADH desidrogenase, enzima essencial da cadeia respiratória, e o fotossistema I na cadeia fotossintética.
A existência de centros polinucleares de ferro-enxofre no presente, apesar de muitos deles serem sensíveis à presença de dioxigénio, pode prender-se com a sua eficácia na transferência de electrões. Considera-se que a transferência de um electrão afectará menos a chamada energia de reorganização num centro polinuclear que num centro mononuclear, pois o custo energético é mais distribuído. Esta característica torna os centros de ferro-enxofre em unidades redox extremamente rápidas, aumentando a sua eficácia e diminuindo a possibilidade de formar compostos instáveis indesejados.

## Proteínas contendo centros tipo rubredoxina

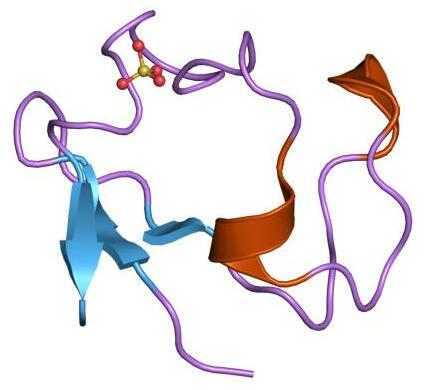
Representação da estrutura da rubredoxina da bactéria redutora de sulfato Desulfovibrio vulgaris. O centro de ferro é representado por uma esfera amarela, ligado a quatro átomos de enxofre (a laranja) pertencentes a resíduos de cisteína.

A rubredoxina é uma das mais simples proteínas de ferro-enxofre, contendo um centro mononuclear de ferro por molécula de proteína. O centro da rubredoxina é constituído por um ião de ferro ligado a quatro resíduos de cisteína de modo a formar uma geometria tetraédrica. Estes resíduos de cisteína encontram-se dispostos ao longo da cadeia polipeptídica com espaçamentos bem definidos, usualmente num motivo de sequência Cys-X-X-Cys [...] Cys-X-X-Cys, em que X representa aminoácidos não estritamente conservados entre espécies; os dois motivos Cys-X-X-Cys encontram-se separados por um número variável de aminoácidos. O ião de ferro oscila entre os estados de oxidação +2 (Fe2+, ferroso, reduzido) e +3 (Fe3+, férrico, oxidado). No estado férrico, a rubredoxina apresenta uma intensa cor vermelha, exibindo um característico espectro na região UV-visível. Encontram-se rubredoxinas em diversos procariontes, onde desempenham um papel de transferência electrónica, por exemplo, como dadora de electrões às enzimas superóxido redutase e rubredoxina-oxigénio oxidorredutase.
Outra proteína de ferro-enxofre simples com um centro tipo rubredoxina é a desulforredoxina, também esta com papel de transferência electrónica em procariontes. A desulforedoxina possui um motivo de ligação ao ferro ligeiramente diferente da rubredoxina, o que lhe confere propriedades espectroscópicas também um pouco distintas da rubredoxina. A desulforedoxina é um dímero, em que cada polipéptido liga um centro ferro-enxofre.
Por serem proteínas relativamente simples, as rubredoxinas são utilizadas como modelos em diversos tipos de estudos. Um exemplo é a modulação das suas propriedades de transferência electrónica (isto é, a capacidade da proteína em receber ou doar electrões) através da modificação de resíduos de aminoácidos próximos do centro de ferro (utilizando a técnica de mutagénese dirigida). O centro da desulforedoxina (também uma proteína simples) pode ser facilmente convertido num centro mais semelhante à rubredoxina, também recorrendo a mutagénese dirigida.
Algumas proteínas mais complexas incorporam centros tipo rubredoxina na sua estrutura. Um exemplo é a rubreritrina, uma proteína que possui um centro idêntico ao da rubredoxina e um segundo centro de dois ferros-dois enxofres ([2Fe-2S]). Outro exemplo é a superóxido redutase de dois ferros (também denominada desulfoferrodoxina). Nesta proteína, encontra-se um centro idêntico ao da desulforedoxina, que se pensa ter uma função de transferência electrónica, além de um segundo centro de ferro (que não do tipo ferro-enxofre) responsável pela actividade catalítica da enzima.
Os centros tipo rubredoxina não possuem enxofre lábil (isto é, iões sulfureto, S2-, não ligados à cadeia polipeptídica), em contraste com os demais tipos de centros de ferro-enxofre.

## Proteínas contendo centros [2Fe-2S]

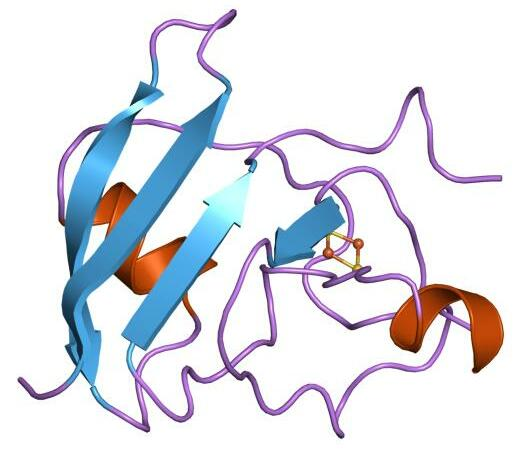
Representação da estrutura da ferredoxina da cianobactéria Arthrospira platensis. Este tipo de ferredoxinas contém centros [2Fe-2S].

Os centros [2Fe-2S] (dois ferros-dois enxofres) são constituídos por dois iões de ferro ligados entre si por dois iões sulfureto. Em geral, estes centros encontram-se ligados à cadeia polipeptídica através de resíduos cisteína, mas outros aminoácidos podem também fazer esta ligação, como glutamato. Os centros [2Fe-2S] são também chamados centro tipo ferredoxina vegetal, devido à presença ubíqua destes centros em ferredoxinas de plantas superiores. As ferredoxinas vegetais desempenham funções de transferência de electrões na cadeia fotossintética, encontrando-se não só nos cloroplastos de células vegetais como também em microorganismos fotossintéticos, incluindo cianobactérias e algas verdes.

## Proteínas contendo centros [3Fe-4S] e [4Fe-4S]

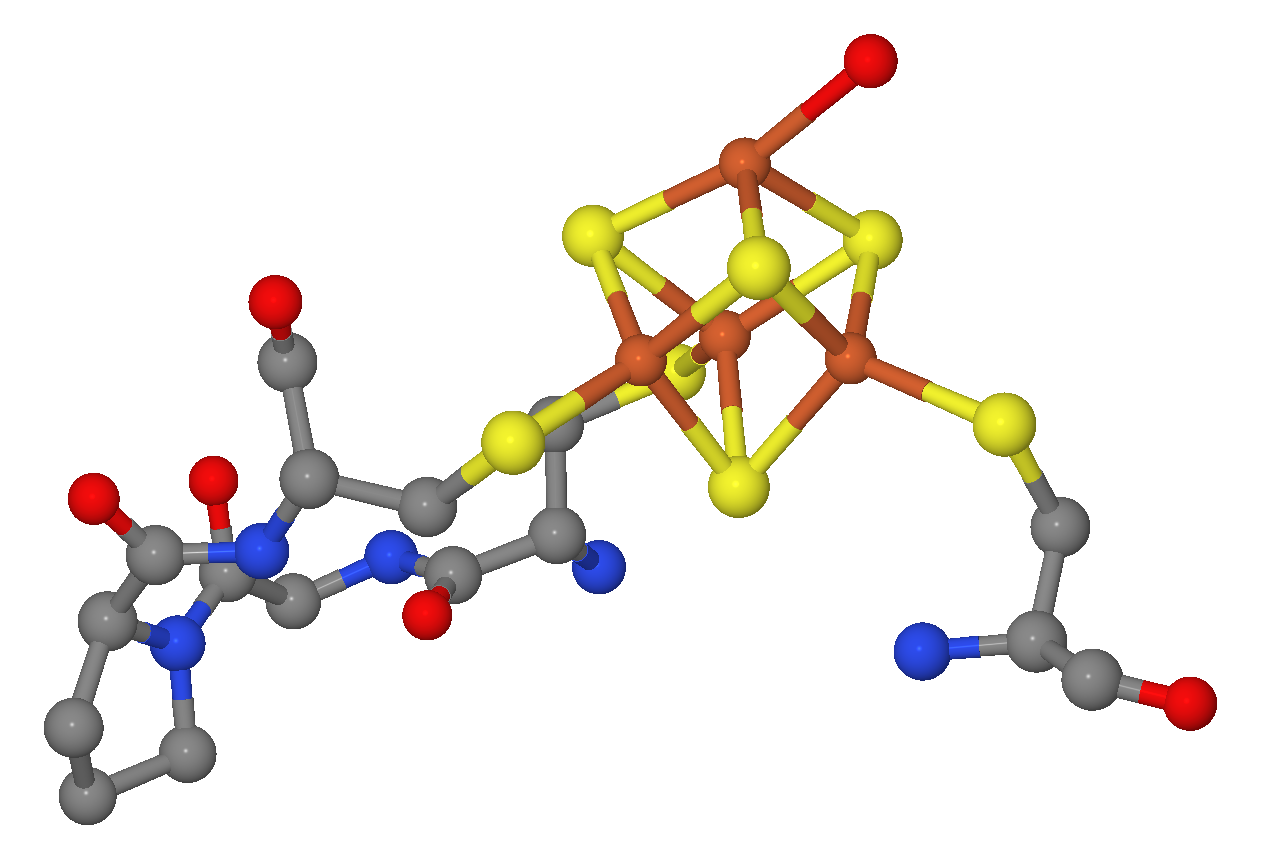
O centro [4Fe-4S] presente na enzima aconitase na sua forma activa.

Os centros [3Fe-4S] (três ferros-quatro enxofres) e [4Fe-4S] (quatro ferros-quatro enxofres) possuem uma arquitectura em forma de cubo, em que os iões ferro e sulfureto se encontram nos vértices da estrutura cubóide. No caso dos centros [3Fe-4S], um dos vértices correspondente a um ião de ferro está ausente. Tal como os centros tipo rubredoxina e [2Fe-2S], estes centros ligam-se a proteínas geralmente através da ligação dos iões de ferro a resíduos cisteína. Outros aminoácidos também podem coordenar este tipo de centros, como por exemplo a histidina no chamado centro distal encontrado em certas hidrogenases de níquel-ferro. A maioria das proteínas contendo centros [3Fe-4S] e [4Fe-4S] caracterizadas até ao presente têm funções de transferência electrónica. As ferredoxinas bacterianas são exemplos comuns de proteínas [3Fe-4S]/[4Fe-4S] que transferem electrões entre outras proteínas. Um tipo diferente de transferência electrónica encontra-se em proteínas activadoras de adenosilmetionina, em que o centro [4Fe-4S] presente nessas proteínas transfere um electrão para a adenosilmetionina, iniciando reacções radicalares que activam enzimas como a ribonucleótido redutase anaeróbia ou a piruvato-formato liase.
Em geral, os centros [3Fe-4S] em proteínas oscilam entre os estados de oxidação 0 e +1, enquanto que os centros [4Fe-4S] variam entre os estados +1 e +2.
Determinadas proteínas de [4Fe-4S] apresentam um potencial de redução relativamente elevado, quando comparado às demais proteínas [4Fe-4S]. Tomam por esta razão a designação proteínas de ferro-enxofre de potencial alto, abreviado HiPIP (da designação em inglês high potential iron-sulfur protein). As HiPIP encontram-se principalmente ligadas ao transporte electrónico anaeróbio em bactérias púrpura. Nas HiPIP, o centro [4Fe-4S] varia o seu estado de oxidação entre +2 e +3.

## Proteínas contendo centros complexos de ferro-enxofre
Encontram-se em algumas proteínas centros mais complexos que incluem como unidade mais simples um centro ferro-enxofre (ou parte deste).
Nitrogenase

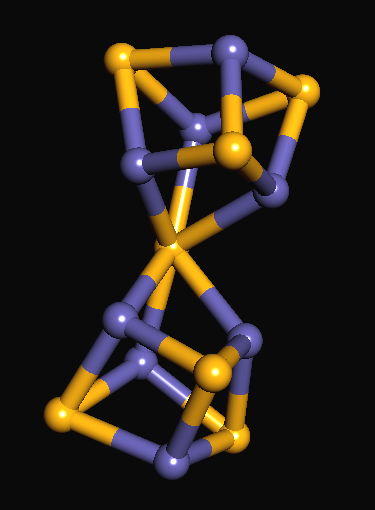
O centro P da nitrogenase. A azul: iões de ferro. A amarelo: iões sulfureto.

A nitrogenase é um complexo enzimático entre duas proteínas, a proteína de ferro (com função de transferência electrónica) e a proteína de ferro-molibdénio (que catalisa a redução de azoto molecular, N2, a amónia, NH3). A proteína de ferro possui um centro [4Fe-4S]. A proteína de ferro-molibdénio contém dois centros metálicos únicos: o centro P, que se assemelha a um produto da fusão entre dois centros [4Fe-4S] num vértice; e o centro ferro-molibdénio, também com uma geometria que se assemelha a uma fusão entre dois centros [4Fe-4S] mas em que o átomo central é um carbono e um dos vértices exteriores é um molibdénio. O centro P actua na transferência de electrões entre a proteína de ferro e o centro de ferro-molibdénio.
Sulfito redutase e nitrito redutase
A sulfito redutase catalisa a redução do sulfito a sulfureto. A nitrito redutase reduz nitrito a amónia. Estas reacções químicas têm em comum o requerimento de seis electrões a serem transferidos para os respectivos substratos. O centro activo da sulfito redutase e da nitrito redutase é semelhante: contém um centro [4Fe-4S] ligado covalentemente a um sirohemo.
Hidrogenase de ferro
As hidrogenases constituem uma família de enzimas que podem catalisar a oxidação do hidrogénio molecular (H2) a protões e electrões, ou a reacção inversa (produção de hidrogénio). Um tipo de hidrogenases contém o chamado centro H, um centro binuclear de ferro ligado covalentemente a um centro [4Fe-4S], provavelmente através de um resíduo de cisteína. Estas hidrogenases são eficientes produtoras de hidrogénio, porém são muito sensíveis à presença de dioxigénio, perdendo rapidamente actividade catalítica.

## Propriedades catalíticas e reguladoras de proteínas de ferro-enxofre
Em algumas proteínas de ferro-enxofre, os centros desempenham funções catalíticas ou sensoras de condições ambientais intracelulares. Algumas proteínas podem ter um centro que oscila entre as duas configurações [3Fe-4S] e [4Fe-4S] por ganho/perda de um ião de ferro, e nalguns casos esta propriedade é explorada na actividade biológica da proteína.
Aconitase
O exemplo mais conhecido de catálise enzimática por um centro de ferro-enxofre é o da aconitase, uma enzima que faz parte do ciclo do ácido cítrico. A aconitase possui um centro [4Fe-4S] na sua forma activa, mas quando a proteína é exposta ao oxigénio o centro perde um dos ferros e converte-se em [3Fe-4S], perdendo actividade catalítica. O ferro lábil é essencial para a actividade da enzima, já que age como ácido de Lewis e se liga directamente ao substrato.
FNR
Outro exemplo de função diferente da de transferência electrónica encontra-se na proteína de regulação da redução do fumarato e nitrato (FNR), estudada em detalhe em Escherichia coli. A FNR é um factor de transcrição que controla a expressão de diversos genes ligados ao metabolismo anaeróbio da bactéria. Contém um centro [4Fe-4S] que, quando exposto ao dioxigénio, se transforma num centro [2Fe-2S] e perde dois iões de ferro. Esta modificação induz uma alteração estrutural na FNR, que perde a sua actividade, permitindo à célula mudar o seu metabolismo de modo a adaptar-se a condições aeróbias. A FNR recupera a sua actividade reguladora in vitro através da adição de ferro e o agente redutor ditionito, pelo que se admite que in vivo a proteína também consiga recuperar a sua actividade após transição para condições menos oxidantes.
SoxR
O sistema SoxR/SoxS de resposta a stress oxidativo em Escherichia coli utiliza a proteína de [2Fe-2S] SoxR para detectar a presença de espécies reactivas de oxigénio e de azoto. O centro [2Fe-2S] da SoxR é oxidado de forma específica pelo superóxido e pelo óxido nítrico, que são espécies químicas produzidas em situações de stress oxidativo celular. Na forma oxidada (estado de oxidação +2), a SoxR activa a transcrição do gene soxS, induzindo assim a produção da proteína SoxS. A SoxS, por sua vez, activa diversos genes que codificam proteínas de combate ao stress oxidativo.

## Propriedades espectroscópicas
Os iões de ferro que compõem os centros de ferro-enxofre oscilam normalmente entre os estados de oxidação +2 e +3 e estão no estado de spin alto (momento magnético ms=2 ou ms=5/2, respectivamente), numa geometria tetraédrica. Isto significa que em muitos casos, as proteínas contendo centros de ferro-enxofre apresentam paramagnetismo, o que possibilita a sua investigação através de espectroscopia de ressonância paramagnética electrónica (EPR). O estado de spin alto advém do facto de os resíduos de aminoácidos e os iões sulfureto envolvidos na esfera de coordenação de cada ferro serem ligandos fracos, de acordo com a série espectroquímica. Outra técnica espectroscópica de grande relevo para o estudo de proteínas de ferro-enxofre é a espectroscopia de Mössbauer, que detecta todos os centros de ferro numa dada proteína independentemente dos seus estados de oxidação.
Nos centros contendo mais do que um ião de ferro (multinucleares), pode acontecer deslocalização electrónica, ou seja, a carga formal de alguns ou todos os iões de ferro pode ser +2.5, em vez de +2 ou +3. Por exemplo, um centro [2Fe-2S] pode ter ambos os iões no estado férrico (Fe3+-Fe3+); ao receber um electrão, o centro pode apresentar um estado formal Fe+2.5-Fe+2.5 em vez de Fe3+-Fe2+. As duas situações podem ser detectadas por EPR, dado que no primeiro caso o centro apresenta um sistema de spin total 9/2 (spin alto) e no segundo caso, o sistema de spin total é 1/2 (spin baixo). Também os centros [4Fe-4S] apresentam em algumas proteínas características de spin alto e noutras de spin baixo.
Os ligandos dos iões Fe3+ são mais electronegativos que o ferro, o que provoca o fenómeno de transferência de carga ligando-a-metal. Este fenómeno pode ser investigado por espectrofotometria UV-visível e dicroísmo circular e manifesta-se visualmente através da coloração das proteínas de ferro-enxofre, que apresentam em geral coloração castanha (na ausência de outros cromóforos de forte coloração, como flavinas), com excepção de proteínas contendo centros tipo rubredoxina, que apresentam coloração vermelha. Esta propriedade facilita o seguimento da purificação destas proteínas a partir de extractos proteicos complexos, tanto através da sua detecção visual como da avaliação da sua pureza.